# Mario Neuhäuser
Mario Neuhäuser (* 8. November 1963 in Stollberg) war Fußballspieler unter anderem in der DDR-Oberliga und der 2. Bundesliga für den FC Karl-Marx-Stadt/Chemnitzer FC. Für die Fußballnationalmannschaft der DDR bestritt er ein Spiel.

## Spielerkarriere

### Gemeinschafts-, Club- und Vereinsstationen
Neuhäuser begann 1972 seine fußballerische Laufbahn im Nachwuchs der BSG Stahl Lugau. Sein Name im höherklassigen Fußball ist aber vor allem mit dem FC Karl-Marx-Stadt, zu dem er 1977 delegiert wurde, beziehungsweise dessen Nachfolgeverein Chemnitzer FC verbunden. Mit knapp 18 Jahren wurde der 1,75 Meter große Angriffsspieler erstmals in der Oberligamannschaft der Karl-Marx-Städter eingesetzt. Am 4. Juni 1983 stand er im Endspiel um den FDGB-Pokal, in dem er als linker Außenstürmer aufgeboten wurde. Aus dem Titelgewinn wurde jedoch nichts, da der FCK dem 1. FC Magdeburg mit 0:4 unterlag.
In der Oberliga debütierte der Mittelfeldakteur in der Spielzeit 1981/82 am 31. Oktober 1981 wenige Tage vor seinem 18. Geburtstag beim 3:0-Heimsieg im Bezirksderby gegen die BSG Sachsenring Zwickau. Sein erster Treffer im Oberhaus gelang dem gelernten Stürmer, der später in seiner Karriere ins Mittelfeld rückte, am vorletzten Spieltag der Folgesaison beim 3:2 des FCK zu Hause gegen die BSG Chemie Böhlen. 1983/84 erzielte Neuhäuser für den FCK in der Oberliga sieben Punktspieltore und war damit zweitbester Torschütze hinter Stefan Persigehl (9). In der Saison 1985/86 zog er sich eine sehr schwere Knieverletzung zu, die bis 1989 keinen Leistungssport erlaubte. Das Fachblatt fuwo schrieb dazu nach der Partie am 2. Spieltag gegen den FC Vorwärts Frankfurt/Oder, die seine letzte im Oberhaus bis zum Februar 1990 darstellte: „Schon nach 17 Minuten mußte aus dem FCK-Mittelfeld Mario Neuhäuser ausscheiden. Eine alte Verletzung, die ihn bereits in der Vorsaison ein halbes Jahr außer Gefecht gesetzt hatte, brach wieder auf; und das ohne jegliche gegnerische Einwirkung.“
Im Zuge der im DDR-Fußball für die Saison 1989/90 geschaffenen Möglichkeit parallel sowohl bei einem Oberliga- als auch bei einem Ligateam eingesetzt werden zu können, spielte Neuhäuser nach seiner Genesung zwischen einigen Einsätzen für den CFC im Frühjahr 1990 auch eine Partie für die BSG Motor "Fritz Heckert" Karl-Marx-Stadt in der zweithöchsten Spielklasse. 1991 qualifizierte sich Neuhäusers Heimmannschaft, inzwischen vom FC Karl-Marx-Stadt in den Chemnitzer FC umgewandelt, mit einem 5. Rang in der letzten DDR- bzw. NOFV-Meisterschaft für die 2. Bundesliga. Während Neuhäusers Zeit hatte der FCK stets in der DDR-Oberliga gespielt, in der er auf 85 Einsätze (zehn Tore) gekommen war.
Der Chemnitzer FC konnte sich bis 1996 in der 2. Bundesliga behaupten. Im ersten Zweitligajahr konnte Neuhäuser nur in einem Punktspiel mitwirken, dagegen bestritt er in der Saison 1992/93 19 der 46 Zweitligaspiele. Inzwischen 30-jährig kam Neuhäuser in den folgenden Spielzeiten in der ersten Mannschaft nicht mehr zum Einsatz, absolvierte jedoch als erfahrener Leader der Chemnitzer Amateurmannschaft unter anderem in der Oberligasaison  1993/94 28 Spiele (drei Tore). In der Saison 1995/96 war Neuhäuser mit 29 Spielen (vier Tore) am sehr guten zweiten Platz der CFC-Amateure in der Staffel Süd der NOFV-Oberliga beteiligt. Erst als die erste Mannschaft des Chemnitzer FC im Sommer 1996 in die Regionalliga abgestiegen war, kam er in der Saison 1996/97 noch einmal in sechs Spielen (ein Tor) zum Einsatz. Einer seiner damaligen Mitspieler war, wie schon in einigen Spielen der Amateurelf, der junge Michael Ballack.

### Auswahleinsätze
Bereits als Juniorenspieler kam der talentierte Fußballer des FCK zu Auswahlehren. Er absolvierte elf Spiele für die DDR-Juniorennationalelf. Mit der ostdeutschen U-18 belegte er im Sommer 1981 bei den Jugendwettkämpfen der Freundschaft in der ČSSR den 7. Platz.
Neben sechs Spielen in der U-21-Nationalmannschaft war Neuhäuser auch in der Olympiaauswahl des DFV aktiv. In drei Freundschaftsspielen und einer Qualifikationsbegegnung vertrat Neuhäuser hier die Farben der DDR.
Am 28. März 1984 kam er zu seinem Debüt in der A-Nationalelf. Im Spiel der DDR-Elf gegen die Tschechoslowakei (2:1) wurde er in der 78. Minute für den Dresdener Matthias Döschner eingewechselt. Es blieb seine einzige Partie in dieser Mannschaft.

## Trainerlaufbahn
Vom 1. Juli 1997 bis zum 20. September 1998 trainierte Neuhäuser den VfB Chemnitz in der Südstaffel der damals viertklassigen NOFV-Oberliga. Im Jahre 2001 tauchte sein Name noch einmal in den regionalen Medien auf, als Neuhäuser als Trainer des Bezirksligisten Krokusblüte Drebach erwähnt wurde.